# Pentamerista neotropica
Pentamerista neotropica är en tvåhjärtbladig växtart som beskrevs av Bassett Maguire. Pentamerista neotropica ingår i släktet Pentamerista och familjen Tetrameristaceae. Inga underarter finns listade i Catalogue of Life.